# Sleepless Society: Insomnia
Sleepless Society: Insomnia (en anglais : société sans sommeil : insomnie, thaï : คืนฝันลวง ; Khuen fun luang) est une série télévisée policière thaïlandaise en treize épisodes de 45 minutes, diffusée à partir du 6 novembre 2019 sur la chaîne One 31, (GMM One). Il s'agit de la troisième série dans l'ensemble Sleepless Night, après Bedtime Wishes et Nyctophobia, et avant Two Pillows & A Lost Soul.
Elle est également diffusée dans le monde depuis juillet sur le réseau Netflix.

## Synopsis
Iya est une jeune mannequin qui n'arrive presque plus à dormir. Quand elle y arrive, elle fait un cauchemar récurrent au cours duquel elle voit sa mère assassiner son père, son institutrice et le petit frère de celle-ci. Pour découvrir la vérité, il lui faudra échapper à la surveillance de sa tante Tippy et retourner sur l'île de son enfance où le drame a eu lieu.

## Distribution
- Chutimon Chuengcharoensukying : Iya
- Nutthasit Kotimanuswanich : Suea
- Chokchai Charoensuk : le père de Win
- Duangjai Hiransri : Tew
- Nikorn Sae Tang : Tle
- Sita Maharavidejakorn : Faye
- Warisaya Yu : Mo
- Sutthirak Subvijitra : Win
- Wimolphan Chaleejunghan : Tippy
- Teeranai Na Nongkhai